# 7 км (зупинний пункт, Донецька дирекція, Бахмутський район)
7 кіломе́тр — пасажирська зупинна залізнична платформа Донецької дирекції Донецької залізниці.
Розташована в с. Весела Долина, Бахмутський район, Донецької області на лінії Кумшацький — Бункерна між станціями Кумшацький (7 км) та Новий Юнком (7 км).
Через військову агресію Росії на сході України транспортне сполучення припинене.